# Avenue de Villars
L’avenue de Villars est une voie de Paris située dans le quartier de l'École-Militaire du 7e arrondissement. 

## Situation et accès
Elle est d’une longueur de 172 mètres et débute 3, place Vauban et se termine 2, rue d'Estrées et 2, place du Président-Mithouard.
Le quartier est desservi par la ligne 13 du métro, à la station Saint-François-Xavier.

## Origine du nom

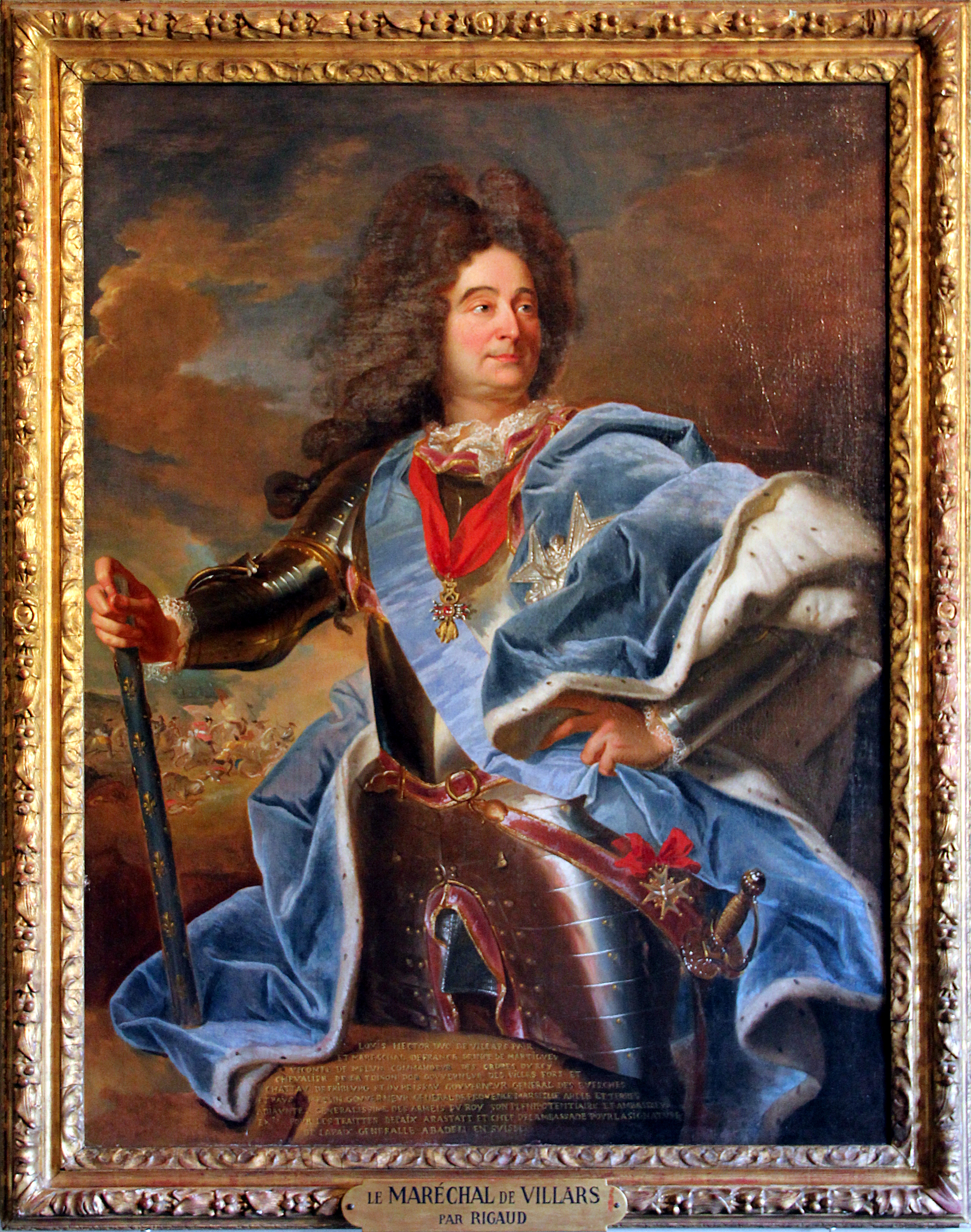
Portrait du maréchal de Villars, par Hyacinthe Rigaud.

Son nom vient du duc Claude Louis Hector de Villars (1653-1734), maréchal de France.

## Historique
Ouverte vers 1780, cette avenue a été cédée par l'État à la ville aux termes de la loi du 4 juin 1853.

## Bâtiments remarquables et lieux de mémoire
- No 3 bis : école italienne.
- No 6 bis : hôtel néo-gothique élevé en 1891 par Gabriel Pasquier[3], à qui on doit aussi l'immeuble de même style qui se trouve au no 3 de la rue Le Goff (5e arrondissement ), à l'angle de la rue Malebranche.
- No 7 : les compositeurs Henri Duparc (1846-1933) et Vincent d'Indy (1851-1931) habitèrent cette maison.
- No 8 : at Montessori bilingual kindergarten - école maternelle.
- No 11 : Primary School of the Lennen, Bilingual School, École franco-américaine.
- No 13 : maison natale de Henry de Montherlant, homme de lettres, membre de l'Académie Française (20 avril 1895 - 21 septembre 1972).
- No 14 : immeuble construit en 1881 par l'architecte A. Durville. Au rez-de-chaussée une boulangerie installée vers 1900 par la maison Chevenot, de Montrouge (92) ; décor classé dans la liste des monuments historiques[4] (miroirs et carreaux de faïence, avec un plafond peint d'un ciel sur lequel se détache une hirondelle et un papillon).
- No 15 : immeuble construit en 1856 pour leur usage par Auguste Émile Leprince-Ringuet[5] (1801-1886), ébéniste d'art et marchand de meubles anciens, et son beau frère Léon Marcotte (1824-1887), architecte et décorateur d'intérieur, fondateurs en 1849 de la maison « Ringuet-Leprince et L. Marcotte »[6] (New-York - Paris)[7].
- No 17 : bureau de l’attaché de défense de l'ambassade d'Autriche en France et Forum culturel autrichien[8].

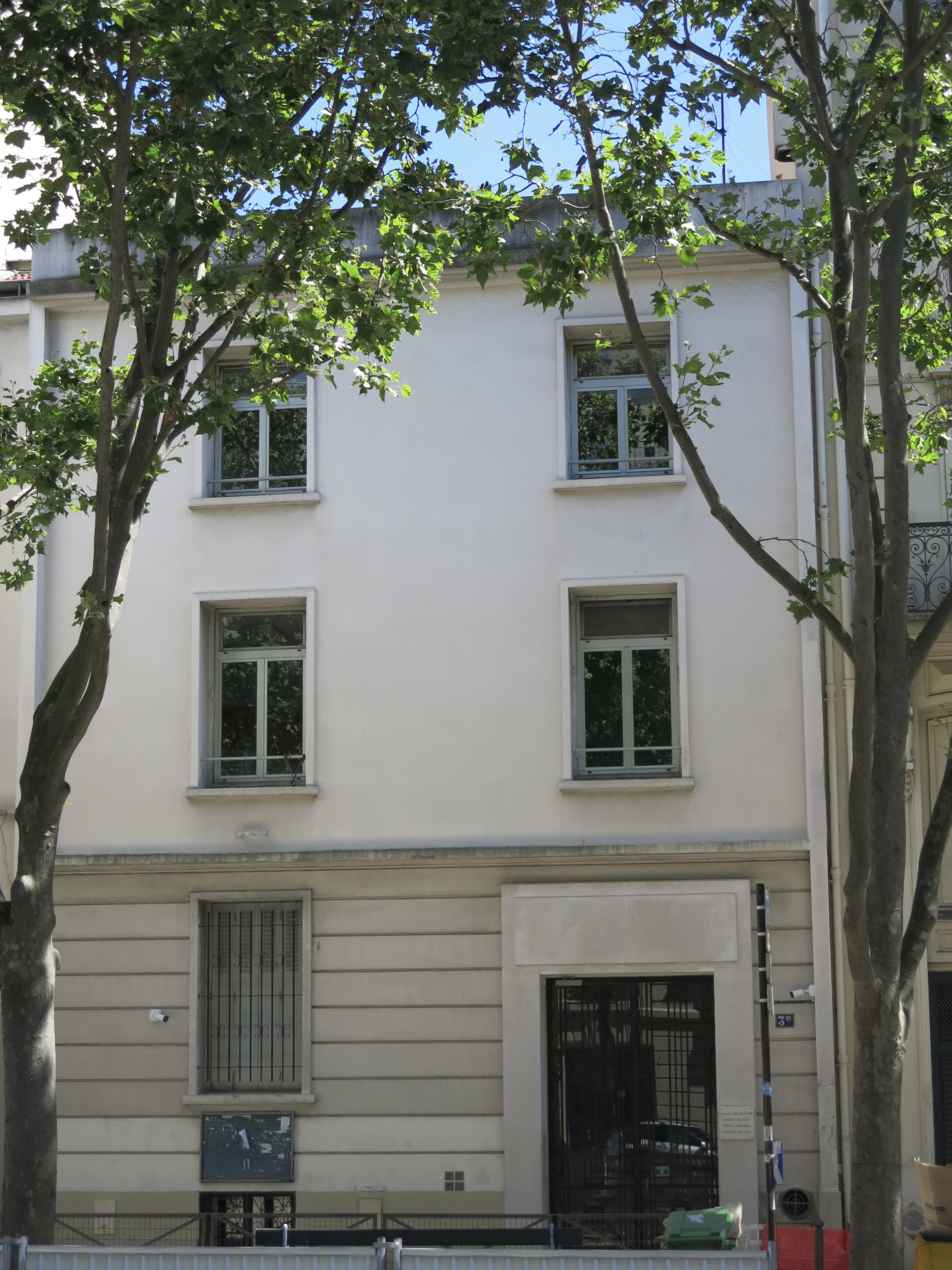
No 3 bis.
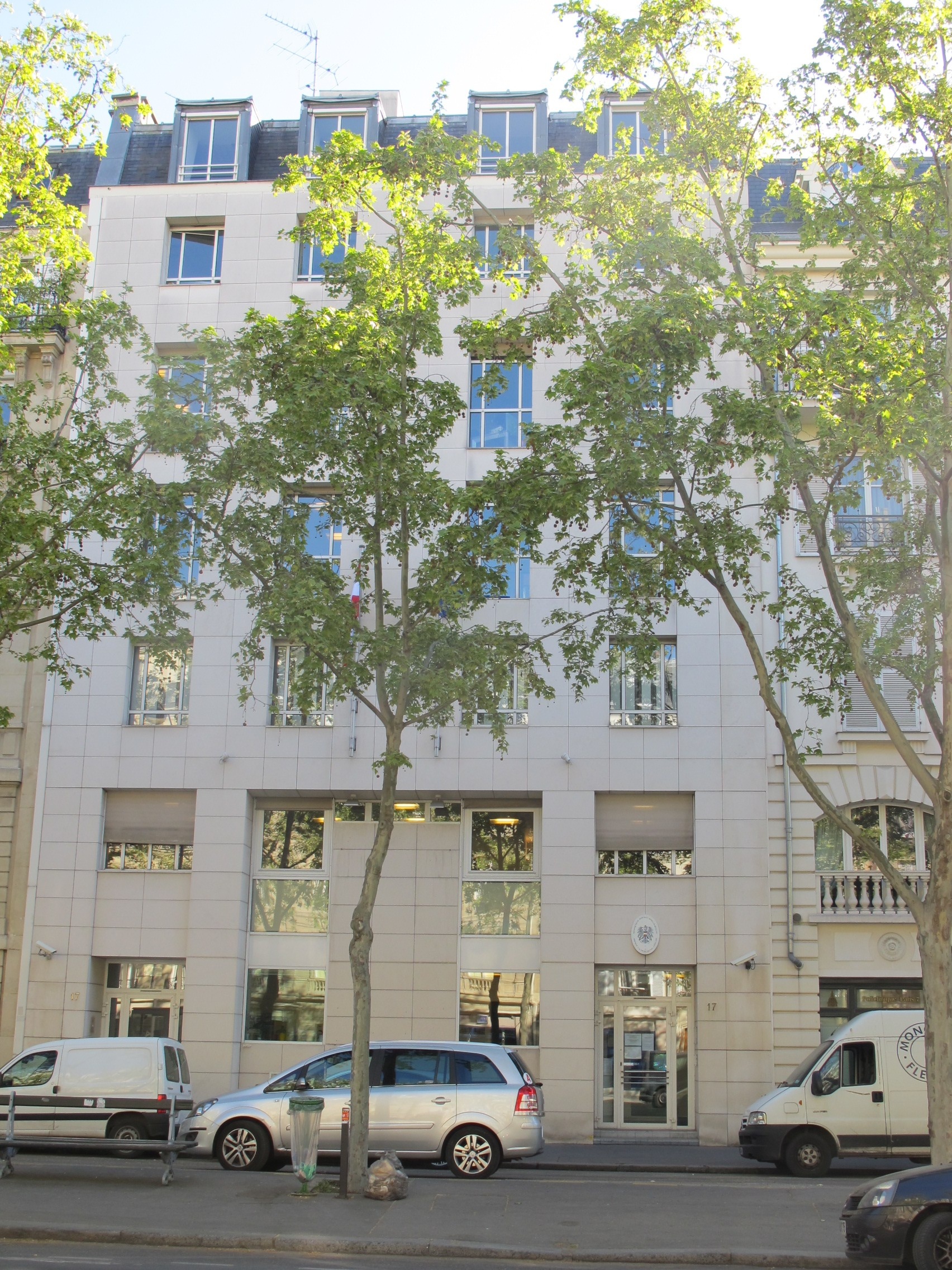
No 17.